# Sundals landsfiskalsdistrikt
Sundals landsfiskalsdistrikt var 1941-1951 ett landsfiskalsdistrikt i Älvsborgs län, bildat när Sveriges nya indelning i landsfiskalsdistrikt trädde i kraft den 1 oktober 1941, enligt kungörelsen den 28 juni 1941. Detta distrikt bildades genom sammanslagning av de två landsfiskalsdistrikten Bolstad och Frändefors som hade bildats den 1 januari 1918 när Sveriges första indelning i landsfiskalsdistrikt trädde i kraft. När Sveriges nya indelning i landsfiskalsdistrikt trädde i kraft den 1 januari 1952 (enligt kungörelsen 1 juni 1951) upphörde distriktet och dess område uppgick i det nya Melleruds landsfiskalsdistrikt.
Landsfiskalsdistriktet låg under länsstyrelsen i Älvsborgs län.

## Ingående områden
Kommunerna Bolstad, Erikstad, Gestad och Grinstad hade tidigare tillhört Bolstads landsfiskalsdistrikt och kommunerna Brålanda, Frändefors och Sundals-Ryr hade tidigare tillhört Frändefors landsfiskalsdistrikt.

### Från 1 oktober 1941
Sundals härad:
- Bolstads landskommun
- Brålanda landskommun
- Erikstads landskommun
- Frändefors landskommun
- Gestads landskommun
- Grinstads landskommun
- Sundals-Ryrs landskommun